# Poecilorchestes
Genre
Poecilorchestes est un genre d'araignées aranéomorphes de la famille des Salticidae.

## Distribution
Les espèces de ce genre se rencontrent en Nouvelle-Guinée, à Bornéo et en Chine.

## Liste des espèces
Selon World Spider Catalog (version 22.5, 05/11/2021) :
- Poecilorchestes decoratus Simon, 1901
- Poecilorchestes logunovi Prószyński & Deeleman-Reinhold, 2013
- Poecilorchestes zhengi Wang & Li, 2021

## Publication originale
- Simon, 1901 : Histoire naturelle des araignées. Paris, vol. 2, p. 381-668 (intégral).